# Chirodectes maculatus
Chirodectes maculatus is een tropische kubuskwal uit de familie Chirodropidae. De kwal komt uit het geslacht Chirodectes. Chirodectes maculatus werd in 2005 voor het eerst wetenschappelijk beschreven door Cornelius, Fenner & Hore.
In 2022 werd de soort voor een tweede keer waargenomen, ditmaal door een duiker die het dier ook op video heeft vastgelegd.